# Rika Fukami
Rika Fukami (深見 梨加, Fukami Rika, Saitama, 8 de agosto de 1963) é uma seiyū (dobradora) japonesa afiliada com Vi-Vo. Sua primeira dobragem foi realizada na série Tokimeki Tonight. Fukami é mais conhecida por dobrar Minako Aino em Sailor Moon. Também dobrou em Final Fantasy XII (como Fran), Ninja Senshi Tobikage (como Schaffe), Shin Cutey Honey (como  Daiko Hayami) e atrizes de televisão e cinema como Catherine Zeta-Jones, Angelina Jolie, Sharon Stone e Jodie Foster.

## Filmografia

### Animes
1980
- Tokimeki Tonight (1982) (Michael, rapariga)
- Mahō no Tenshi Creamy Mami (1983) (Príncipe do Reino Tongari, e outras personagens)
- Igano Kabamaru (1983) (Recepcionista, estudante A, estudante B, estudante C, camponesa, valete)
- Mahō no Yōsei Persia (1984) (Touta Fuyuki)
- Dirty Pair (1985) (Secretária)
- Lupin III Part III (1985) (Mark)
- Ninja Senshi Tobikage (1985) (Schaffe)
- Touch (1985) (Kazuya Uesugi (jovem), estudante B, estudante A, mãe de Nitta)
- Anmitsu Hime (1986) (Esposa do ET)
- High School! Kimengumi (1986) (Yasuka Kashikiri)
- Robotan (1986) (Umi Takematsu)
- City Hunter (1987) (Hospedeira do ar, Makoto, Miho, raparigas, estudante, cliente)
- City Hunter 2 (1988) (Jiro, senhora D, rapariga, beldade A)
- F (1988)
- Transformers: Chōjin Masterforce (1988) (Hospedeira do ar)

1990
- High School Mystery: Gakuen Nanafushigi (1991) (Ayako Ōizumi, Kawasaki-sensei)
- Genki Bakuhatsu Ganbaruger (1992) (Yayoi Kirigakure, Katsura Takeda)
- Mahō no Princess Minky Momo (1992) (Ruby)
- Pretty Soldier Sailor Moon (1992) (Minako Aino/Sailor Vénus, Reika Nishimura/Rikoukeidar)[3]
- Anpanman (1993) (Stone Man)
- Jungle no Ōja Tā-chan (1993) (Renhō)
- V Gundam (1993) (Helen Jackson)
- Nekketsu Saikyō Go-Saurer (1993) (Mãe de Yoji Hiyama)
- Pretty Soldier Sailor Moon R (1993) (Minako Aino/Sailor Vénus)
- Yaiba (1993) (Kaguya)
- Pretty Soldier Sailor Moon S (1994) (Minako Aino/Sailor Vénus)
- Macross Plus (1994) (Myung Fang Lone)
- Pretty Soldier Sailor Moon SuperS (1995) (Minako Aino/Sailor Vénus, Reika Nishimura)
- Wedding Peach (1995) (Aquelda)
- Detective Conan (1996) (Mika Taniguchi)
- Pretty Soldier Sailor Moon Sailor Stars (1996) (Minako Aino/Sailor Vénus)
- Cutie Honey Flash (1997) (Daiko Hayami)
- Seikai no Monshō (1999) (Spoor)
- Ojamajo Doremi (1999) (Majopurima)

2000
- Seikai no Senki (2000) (Spall)
- Digimon Frontier (2002) (Ophanimon)
- Futari wa Pretty Cure (2004) (Regine)
- Digimon Savers (2006) (Yggdrasil)
- Gintama (2006) (Space Woman)
- Government Crime Investigation Agent Zaizen Jotaro (2006) (Junko Yoshioka)
- Jyu-Oh-Sei (2006) (Chan)
- Katekyō Hitman Reborn! (2006) (Nana Sawada)
- Michiko e Hatchin (2008) (Akasha)

2010
- Mawaru Penguindrum (2011) (Eriko Oginome)
- Btooom! (2012) (Shiki Murasaki)
- Lupin the Third: Mine Fujiko to iu onna (2012) (True Ailan)

### OVA
- Kenritsu Chikyū Bōei Gun (1986) (Akiko Ifukube)
- Magma Taishi (1992) (Tomoko Murakami)
- JoJo no Kimyō na Bōken: Stardust Crusaders (1993) (Enya, a feiticeira)

### Filmes de animação
- Sailor Moon R: The Movie (1993) (Minako Aino/Sailor Vénus)
- Detective Conan: Hitomi no Naka no Ansatsusha (2000) (Tamaki Jinno)
- Appleseed Ex Machina (2007) (Hajime Yoshino)

### Jogos eletrónicos
- Assassin's Creed III – Gaji-Jio
- Bishojo Senshi Sailor Moon – Minako Aino/Sailor Vénus
- Bishojo Senshi Sailor Moon R – Minako Aino/Sailor Vénus
- Bishojo Senshi Sailor Moon S – Minako Aino/Sailor Vénus
- Bishojo Senshi Sailor Moon: Another Story – Minako Aino/Sailor Vénus
- Boys Over Flowers - Koiseyo Girls – Kaede Domyouji
- Dead Island – Puruna Jackson
- Final Fantasy XII – Fran
- Harry Potter – Hermione Granger
- Hitman: Absolution –  Diana Byrne Wood
- Lego Dimensions – Bruxa Má do Oeste
- Macross Ace Frontier – Myung Fang Lone
- Mikagura Girl Detective Team – Ranmaru <Randolph Maruyama>, Moriyama Miwa
- Super Robot Wars
- Tengai Makyō: Daiyon no Mokushiroku – Jenny Mead

### Dobragem

#### Filmes
- Catherine Zeta-Jones
  - The Phantom (edição de 2002, TV Asahi) (Sala)
  - Entrapment (Virginia "Gin" Baker)
  - Chicago (Velma Kelly)
  - The Terminal (Amelia Warren)
  - Death Defying Acts (Mary McGarvie)
  - No Reservations (Kate Armstrong)
  - The Rebound (Sandy)
  - Broken City (Cathleen Hostetler)[4]
  - Red 2 (Katya Petrokovich)[5]
  - Side Effects (Doutora Victoria Siebert)[6]
- Sharon Stone
  - Sliver (edição de 1996, TV Asahi) (Carly Norris)
  - Gloria (Gloria)
  - The Muse (Pequena Sarah)
  - Simpatico (Rosie Carter)
  - If These Walls Could Talk 2 (Fran)
  - Searching for Debra Winger (Sharon Stone)
  - Catwoman (Laurel Hedare)
  - Border Run (Sofie)
- Famke Janssen
  - Hide and Seek (edição de 2008, televisão) (Dr. Katherine Carson)
  - Taken (Lenore Mills)
  - Taken 2 (Lenore Mills)
  - Taken 3 (Lenore Mills)[7]
- The Accused – Sarah Tobias (Jodie Foster)
- A League of Their Own – (Madonna)
- Any Given Sunday – (Cameron Diaz)
- Batman Forever – Doutora Chase Meridian (Nicole Kidman)
- Beowulf – Mãe de Grendel (Angelina Jolie)
- Children of Men – (Julianne Moore)
- Chloe – (Julianne Moore)
- Courage Under Fire – Capitã Karen Emma Walden (Meg Ryan)
- Dark Shadows – Angelique Bouchard Collins (Eva Green)
- Double Jeopardy – (Ashley Judd)
- Executive Decision –Jean (Halle Berry)
- Far from Heaven – (Julianne Moore)
- Four Rooms – (Madonna)
- G.I. Jane – Lieutenant Jordan O'Neil (Demi Moore)
- Gone in 60 Seconds – Sara "Sway" Wayland (Angelina Jolie)
- Gravity – Dr. Ryan Stone (Sandra Bullock)
- Hanna (Cate Blanchett)
- Lara Croft: Tomb Raider – Lara Croft (Angelina Jolie)
- Lara Croft Tomb Raider: The Cradle of Life – Lara Croft (Angelina Jolie)
- Maleficent – Maléfica (Angelina Jolie)
- Marley & Me – Jenny Grogan (Jennifer Aniston)
- The Matrix Reloaded – (Jada Pinkett Smith)
- The Matrix Revolutions – (Jada Pinkett Smith)
- Maverick – Annabelle Bransford (Jodie Foster)
- Mirror Mirror – Rainha Clementianna (Julia Roberts)
- Miss Congeniality 2: Armed and Fabulous – Gracie Hart (Sandra Bullock)
- The Missing (Cate Blanchett)
- Mr. & Mrs. Smith – Jane Smith
- Mr. Brooks – Detective Tracy Atwood (Demi Moore)
- Notting Hill – Anna Scott (Julia Roberts)
- Original Sin – Julia Russell/Bonny Castle (Angelina Jolie)
- Out of Sight – Karen Sisco (Jennifer Lopez)
- Panic Room – Meg Altman (Jodie Foster)
- Pretty Woman  – Vivian Ward (Julia Roberts)
- Prometheus – Meredith Vickers (Charlize Theron)
- Someone Like You – (Ashley Judd)
- The Thing Called Love – Linda Lue Linden (Sandra Bullock)
- US Godzilla (Ashley Judd)
- What Women Want – (Helen Hunt)
- X-Men – Ororo Munroe / Tempestade (Halle Berry)
- X-Men: The Last Stand – Ororo Munroe / Tempestade (Halle Berry)
- X2 – Ororo Munroe / Tempestade (Halle Berry)

#### Televisão
- Battlestar Galactica (série de 2006, 4ª temporada) – Helena Cain
- Beyond the Break – Elizabeth
- Burn Notice – Detective Paxson (Moon Bloodgood)
- Californication – Karen
- Chase – Annie Frost
- Criminal Minds – Emily Prentiss
- CSI: New York (4ª temporada) – Rene
- Dirt – Lucy Spiller (Courteney Cox)
- Eureka – Allison Blake
- Friends – Monica Geller (Courteney Cox)
- Lost – Daniel
- The Mentalist (4ª temporada) – Santori
- No Limit – Alexandra (Hélène Seuzaret)
- Once Upon a Time – Regina (Lana Parrilla)
- One Tree Hill – Sheryl Crow
- ReGenesis – Jill Langston
- Road to Avonlea – Olivia Dale
- Satisfaction – Mel
- Supernatural (2ª temporada) – Molly
- The Unit (3ª temporada) – Heather

#### Animação
- Chicken Little (Foxy Loxy)
- PB&J Otter – Opal
- The Simpsons (Kim Basinger)